# Liste der Monuments historiques in Saint-Just-Luzac
Die Liste der Monuments historiques in Saint-Just-Luzac führt die Monuments historiques in der französischen Gemeinde Saint-Just-Luzac auf.

## Liste der Bauwerke
| Bezeichnung       | Beschreibung                                | Standort                       | Kennzeichnung | Schutzstatus   | Datum | Bild           |
| ----------------- | ------------------------------------------- | ------------------------------ | ------------- | -------------- | ----- | -------------- |
| Château de Feusse | Schloss, erbaut im 17. Jahrhundert          | (Lage)                         | PA00105191    | Classé Inscrit | 1984  |                |
| Kirche St-Just    | Erbaut im 15./16. Jahrhundert               | Rue de la République (Lage)    | PA00105192    | Classé         | 1910  | weitere Bilder |
| Gebäude           | Doppelportal, 16. oder 17. Jahrhundert      | 18, rue Garesche (Lage)        | PA00105193    | Inscrit        | 1925  |                |
| Maison Hervé      | gotisches Fenster, 15. oder 16. Jahrhundert | 1, rue de la République (Lage) | PA00105194    | Inscrit        | 1925  |                |

## Liste der Objekte
| Bezeichnung  | Beschreibung                   | Standort                     | Kennzeichnung | Schutzstatus | Datum | Bild |
| ------------ | ------------------------------ | ---------------------------- | ------------- | ------------ | ----- | ---- |
| Glocke       | Bronze, 1612 gegossen          | in der Kirche St-Just (Lage) | PM17000397    | Classé       | 1908  |      |
| Chorschranke | Schmiedeeisen, 18. Jahrhundert | in der Kirche St-Just (Lage) | PM17000565    | Classé       | 1989  |      |